# 鲁杰罗·费拉里奥
鲁杰罗·费拉里奥（義大利語：Ruggero Ferrario，1897年10月7日—1976年4月5日），意大利男子自行车运动员。他曾代表意大利参加1920年夏季奥林匹克运动会自行车比赛，获得男子团体追逐赛金牌。